# Свято-Иверский женский монастырь муниципия Комрат
Свято-Иверский женский монастырь (рум. Mănăstirea de Femei Iviron-Portăreaţa din Comrat)  — монастырь Кагульской и Комратской епархии Русской православной церкви в муниципии Комрат АТО Гагазия Республики Молдова.

## История
Свято-Иверский монастырь — женский монастырь Кишиневско-Молдавской Митрополии, основанный 8 мая 2013 году. Монастырь находится в мун. Комрат АТО Гагаузия. 18 декабря 2015 года настоятельницей Свято-Иверского женского монастыря назначена монахиня Евфросиния (Узун) с правом ношения игуменского креста. Духовником монастыря назначен схиархимандрит Иоанн (Пейогло).
Первым настоятелем монастыря является схиархимандрит Иоанн (Пейогло), который является гагаузским поэтом и входит в союз писателей Гагауз Ери .
Монастырский храм имеет один престол во имя Иверской иконы Божией Матери.
По состоянию на 2023 год в монастыре проживает 7 сестер и духовный отец — схиархимандрит Иоанн (Пейогло Андрей Георгиевич).

## Святыни
- Иверская икона Божией Матери «Вратарница»
- Икона святого апостола Андрея Первозванного
- Икона Пророка и Крестителя Иоанна Предтечи
- Икона Великомученика и Целителя Пантелеимона
- Икона святого Николая Чудотворца

## Подворья
- Часовня
- Колокольня
- Музей гагаузского быта

## Игумения
11 февраля 2016 года по решению Епархиального Управления Кишиневско-Молдавской Митрополии под председательством Главы Православной Церкви Молдовы Митрополита Владимира (Кантарян) Игуменией Свято-Иверского женского монастыря была назначена монахиня Евфросиния (Узун).